# Pteris herrerae
Pteris herrerae är en kantbräkenväxtart som beskrevs av A. Rojas och M.Palacios. Pteris herrerae ingår i släktet Pteris och familjen Pteridaceae. Inga underarter finns listade.